# ذمة (أشنوية)
ذمة هي قرية في مقاطعة أشنوية، إيران. يقدر عدد سكانها بـ 396 نسمة بحسب إحصاء 2016.